# Saint-Denis-Maisoncelles
Saint-Denis-Maisoncelles település Franciaországban, Calvados megyében. Lakosainak száma 107 fő (2018. január 1.). Saint-Denis-Maisoncelles La Ferrière-Harang, Saint-Martin-des-Besaces és Le Tourneur községekkel határos.

## Népesség
A település népessége az elmúlt években az alábbi módon változott:
| Lakosok száma | 141  | 128  | 80   | 75   | 74   | 101  | 99   | 98   | 107  | 107  |
|               | 1962 | 1968 | 1982 | 1990 | 1999 | 2008 | 2011 | 2013 | 2017 | 2018 |